# Beroshima
Beroshima alias Frank Müller (* 1968) ist ein deutscher Techno-DJ und -Musiker, der auch als Live-Act auftritt.

## Leben
Der gelernte Maschinenbauer Müller war seit Mitte der 1980er Jahre als DJ tätig. Nach einem mehrjährigen Aufenthalt in den Niederlanden zog Müller 1992 nach Berlin. 
1993 gründete Müller dort sein Label Acid Orange, auf dem ein Jahr später die Debütmaxi von Toktok erschien. Nachdem auf Acid Orange 20 Veröffentlichungen erschienen, wurde 1996 das Berliner Label Müller Records gegründet, auf dem bereits Produktionen von Künstlern wie Claude Young, John Selway und The Hacker erschienen. Für einige Produktionen auf Müller Records arbeitete Müller mit dem Musiker Ulrich Schnauss zusammen.
Im Jahre 2000 wurde das Label Beroshima Music gegründet, auf dem ausschließlich Frank Müllers eigene Produktionen erscheinen. Im gleichen Jahr erschien sein Debütalbum POP · Pornography Of Performance.
Sein Titel Horizon wurde 2007 von Sven Väths Label Cocoon Recordings veröffentlicht.

## Diskographie (Auszug)

### Alben
- 2000: POP · Pornography Of Performance (Müller Records)
- 2004: The Catastrophe Ballet (Müller Records)
- 2010: Wire Special EP (Müller Records)
- 2011: Polyphonication (Müller Records)
- 2013: Real 2 Reel (Müller Records)
- 2017: Countdown (Bluemoog Music)
- 2020: Mad Musician Series 1 (Müller Records)

### Singles und EPs
- 1994: Acid Orange 000 (Acid Orange)
- 1994: Acid Orange 001 (Acid Orange)
- 1994: War (Acid Orange)
- 1995: Pedotherm E.P. (Tanjobi)
- 1996: Technovain (Müller Records)
- 1996: Unplugged (Acid Orange)
- 1996: Lost Freakquencies Vol. 1 (Tanjobi)
- 1996: Plug You!! (Acid Orange)
- 1996: Redlightlove (Müller Records)
- 1997: Deebeephunky (Müller Records)
- 1997: The Pornographic Of Performance (Müller Records)
- 1998: The Lost Freakquencies Vol. 2 (Müller Records)
- 1999: Sweet Shelter EP (Müller Records)
- 1999: Matadors Of Techno (mit Takkyu Ishino, Müller Records)
- 2000: WWW WorldWideWhore EP (Müller Records)
- 2001: Electronic Discussion (Remixes) (Müller Records)
- 2002: Dance The Machine (Beroshima Music)
- 2002: Fuck Your Body (Beroshima Music)
- 2003: Crucial! / This Could Be Love (Beroshima Music)
- 2003: Prophets & Whores (Beroshima Music)
- 2003: This Could Be Love (Beroshima Music)
- 2004: The Catastrophe Ballet Part 1 (Müller Records)
- 2004: The Catastrophe Ballet Part 2 (Müller Records)
- 2005: The Prophets Obsession (Remixes) (Müller Records)
- 2007: Corazon (Müller Records)
- 2007: Horizon (Cocoon Recordings)
- 2008: Moonraker (Beroshima Music)
- 2009: Cosmic Flight EP (Müller Records)
- 2009: The Moonraker Remixes (Müller Records)
- 2011: A New Day (Müller Records)
- 2012: Horizon Remixes (Mad Musician)
- 2012: TGV EP (Mad Musician)
- 2012: Emphasis (Mad Musician)